# Henrik Blakskjær
Henrik Blakskjær, född den 8 juli 1971, är en dansk seglare.
Han tog OS-guld i soling i samband med de olympiska seglingstävlingarna 2000 i Sydney.